# Chorlton-by-Backford
Chorlton-by-Backford 1866–2015 när det uppgick i Backford, i distriktet Cheshire West and Chester, i Storbritannien.   Det ligger i grevskapet Cheshire och riksdelen England, i den södra delen av landet, 270 km nordväst om huvudstaden London. Civil parish hade 80 invånare år 2001.